# アイニージューデッド!
『アイニージューデッド！』（英題：I Need You Dead!）は、2020年に製作されたアメリカ合衆国のホラー・コメディ映画。
監督・脚本を務めたロコ・ゼベンバーゲンはB級映画、カルト映画の名門と言われるトロマ・エンターテインメント出身の映画製作者。トロマ・エンターテインメントの設立者ロイド・カウフマンの映画の制作PAとして参加していた経緯から、本作でロイドのカメオ出演が実現した。
ゼベンバーゲンは2025年2月28日公開の日本映画『ザ・ゲスイドウズ』に主人公とともに活動するバンドメンバー・サンタロウ役でメインキャストとして出演している。
日本では2025年4月18日より劇場公開。なお、東京・シネマート新宿では全国公開に先立ち、2025年3月2日に先行上映を実施。

## あらすじ
さえないパンク青年ドゥード（エステバン・ムニョス）は、騒々しいパーティーに気合を入れて訪れた。周囲に溶け込もうと必死なドゥ―ドは、狂気的なあやしい集団から“おバカのグミ”と呼ばれる麻薬グミを受け取り、流されるままに口にしてしまう。ハイになったドゥ―ドはバンド演奏していたパルに一目惚れしたり、警察に逮捕されそうになったり、幻覚に翻弄されたりとドタバタ続き。やがて人気のない屋上で孤独を嘆いていた時、彼の前に得体のしれない醜いモンスターが出現し、彼の生活を苦しめていく…。

## キャスト
- ドゥ―ド：エステバン・ムニョス
- パル：シドラ・モーガン＝モントーヤ
- デレク・スレイド・タッカー
- ショーン・アプラナルプ
- ロイド・カウフマン（カメオ出演）

## スタッフ
- 監督・脚本：ロコ・ゼベンバーゲン
- 制作会社：bad Taste Video
- 日本配給：ライツキューブ
- 日本語字幕：大石盛寛